# 9191 Hokuto
9191 Hokuto (tên chỉ định: 1991 XU) là một tiểu hành tinh vành đai chính. Nó được phát hiện bởi Satoru Otomo ở Takane, Yamanashi, Nhật Bản, ngày 13 tháng 12 năm 1991. Nó được đặt theo tên thành phố Hokuto, Yamanashi Prefecture, Nhật Bản.